# Игор Кисић
Игор Кисић (Високо, 9. јул 1980 — Илијаш, 13. октобар 1994) био је један од најмлађих бораца Војске Републике Српске током Одбрамбено-отаџбинског рата. Одликован је Орденом Милоша Обилића.

## Биографија
Рођен је 9. јула 1980. године у мјесту Кула Бањер, општина Високо. У првом и другом разреду основне школе похађао је вјеронауку. Недјељом је редовно одлазио у цркву. У десетој години савладао је технику рада на рачунару, а већ у дванаестој години научио је да управља путничким аутомобилима показујући велико искуство. Хоби му је био скупљање заставица и беџева. Био је ватрени навијач ФК „Црвена звезда” из Београда. Игоров отац, Нико Кисић, био је члан СДС-а од оснивања и одборник у СО Високо. Као машински инжењер радио је у средњој техничкој школи. О самој ситуацији у Високом Нико каже: Живио сам код касарне у Високом. У мају 1992. године примијетио сам, након повлачења ЈНА, заставе БиХ са љиљанима. Сматрали смо да је то јасна порука за Србе да немају шта да траже у Високом, посебно када су почели да дају страже. И ми смо почели давати страже да би се одбранили, јер се рат водио у Сарајеву. Примијећивале су се паравојне формације. Породицу сам склонио на сигурно 3. маја 1992. године, а након напада на Илијаш и Вогошћу почели су напади и на Високо. Једно јутро пред моју кућу у Високо дошле су Зелене беретке, њих око 30 и питали су ме за име. Рекао сам им, поново су питали да ли је то хрватско име, рекао сам да јесте. Како је тих дана је трајало исељавање жена, дјеце и цивила из Високог, питао сам их да им се и ја придружим, допустили су ми. Међутим, када сам кренуо са женама и дјецом почели су да пуцају по нама. Схватили су да су у питању Срби, јер смо се кретали ка српским положајима према Чекрчићу. Тог 3. маја 1992. године сам прешао у Чекрчиће. Након мјесец дана сам се вратио у Високо и на улазу у град сам заустављен. Питали су ме гдје идем, одговорио сам да идем у фирму да се јавим, пустили су ме. Када сам дошао у фирму, затекао сам Зелене беретке и свог школског друга из гимназије који ме је загрлио и рекао: „Нико, иди, одлази одавден, на враћај се“. Отишао сам и никада се више нисам вратио. Тако се Игор са оцем Ником, мајком Горданом и старијом сестром Тањом обрео у Чекрчићима, одакле одлазе у Илијаш.
По доласку у Илијаш Игоров отац се придружује Илијашкој бригади ВРС. У близини мјеста гдје су живјели био је стациониран Самостални моторизовани вод „Васке“ који је био у саставу Илијашке бригаде. Овом јединицом је командовао Василије Видовић - Васке.Према Никовим ријечима, Игор је користио сваки слободан тренутак да оде у складиште муниције гдје су се окупљали борци из ове јединице. Игорова мајка га је спречавала да не одлази доље, бранила му да иде, али безуспјешно. Од 1. маја, са непуних 13 година живота, Игор се такође придружује Илијашкој бригади и постаје њен најмлађи борац и један од најмлађих бораца ВРС. Школске књиге и безбрижне дјечачке дане замијенио је униформом и пушком. Са дјелима увелико је надрастао генерацију којој је припадао. Никоме није успјело да га убиједи да је још исувише млад и да остави пушку и униформу. Био је увјерен да је дорастао за то и тако се и понашао. Због понашања постао је миљеник цијеле бригаде. Готово да нема борца ове бригаде који није упознао овог малог јунака. Био је распоређен у складиште, али је често припремао артиљеријско оружје за дјеловање. Током офанзиве АРБиХ на Никшићку висораван почетком августа 1994. године Игор је сам из Илијаша довезао пун камион потребне муниције борцима на првој линији. Изазивао је чуђење и дивљење својих сабораца који су га пазили као свог најрођенијег. И код својих вршњака Игор је изазивао дивљење и био им је узор.
Дјетињство Игора Кисића прекинуто је 3. октобра 1994. приликом јаког муслиманског артиљеријског напада на градско језгро Илијаша од гранате која је пала у његовој непосредној близини док се налазио у команди вода. На сахрани 4. октобра 1994. године борци и грађани Илијаша су се на достојанствен начин опростили од свог миљеника. Игор је постхумно одликован Орденом Милоша Обилића. Дејтонским мировним споразумом Илијаш је припао муслиманској страни. Не желећи да му син почива на туђој територији отац Нико је самоиницијативно ексхумирао тијело сина Игора и ујаковог сина. Њихова тијела ставио је на камионет и превезао их и сахранио у Зворнику. Након краћег боравка, породица Кисић се
настанила у Бијељини, а Игорово је тијело пренесено у овај град.